# Katharine Russell
Pour les articles homonymes, voir Russell.
Katharine Louisa Russell, vicomtesse Amberley (née Stanley, 3 avril 1842 - 28 juin 1874), souvent appelée Kate, était une des premières militantes de la contraception, et du droit de vote des femmes au Royaume-Uni. Elle était la mère du philosophe Bertrand Russell.